# Liste des cardinaux créés par Félix V
L'antipape Félix V (1439-1449) a créé 24 pseudo-cardinaux dans quatre consistoires.

## 12 avril 1440
- Louis de La Palud, O.S.B., évêque de Lausanne
- Bartolomeo Aicardi Visconti, évêque de Novara
- Walram von Moers, évêque d'Utrecht
- Alfonso Carrillo de Acuña, el joven, administrateur du diocèse de Sigüenza

## 2 octobre 1440
- Aleksander de Mazovie, prince-évêque de Trente
- Otón de Moncada i de Luna, évêque de Tortosa
- Jordi d'Ornos, évêque de Vich
- François de Meez, O.S.B., évêque de Genève
- Bernard de La Planche, O.S.B., évêque de Dax
- Giovanni di Ragusa, O.P., évêque d'Ardjisch
- Johannes Grünwalder, vicaire-général de Freising
- Juan de Segovia, archidiacre de Villaviciosa

## 12 novembre 1440
- Amédée de Talaru, archevêque de Lyon
- Denis du Moulin, évêque de Paris
- Philippe de Coetquis, archevêque de Tours
- Niccolò Tedeschi, O.S.B., archevêque de Palerme
- Gérard Machet, évêque de Castres
- Jean de Malestroit, évêque de Nantes

## 6 avril 1444
- Jean d'Arces, archevêque de Tarentaise
- Luis Gonçalves de Amaral, évêque de Viseu
- Wincenty Kot z Dębna, archevêque de Gniezno et primat de Pologne
- Guillaume-Hugues d'Estaing, O.S.B., archidiacre de Metz
- Bartolomeo Vitelleschi, évêque de Corneto et Montefiascone
- Thomas de Courcelles, chanoine de la cathédrale d'Amiens

## Sources
- (en) Salvador Miranda, « Consistories for the creation of Cardinals 15th Century (1394-1503) : Antipope Felix V (1439-1449) », sur The Cardinals of the Holy Roman Church (consulté le 6 mai 2025)